# Hexacylloepus bassindalei
Hexacylloepus bassindalei is een keversoort uit de familie beekkevers (Elmidae). De wetenschappelijke naam van de soort werd in 1969 gepubliceerd door Howard Everest Hinton.